# Стара Яксарка
Стара Яксарка — енеолітічне поселення волосівської культури початку 2-го тисячоріччя до Р. Х., за 1,5 км на північ від села Стара Яксарка, що розташоване в Шемишейському районі Пензенської області.
Поселення розташоване в лівобережній заплаві річки Сура.
Поселення Старої Яксарки є одним з найпівденніших у проникненні лісової волосівської культури на теренах лісостепового Надволжя.

## Дослідження
Відкрито й досліджено у 1972 році М. П. Зіміною.
Розкопками зібрана кераміка, виготовлена з глини з рясною органічною домішкою, орнаментована відбитками зубчастого штампа, нарізками, ямчатими вдавленнями. Посудина мала горщикоподібну й банкоподібну форми.
Біля половини посуду неорнаментовано. Знаряддя робилися з кварциту й, рідше, — з кременю. Виявлено скребки, струганки, ножі, ножеподібні пластини, шліфувальні плитки, тягарець з мергелю з просвердленим отвором.